# Malvalette
Malvalette – miejscowość i gmina we Francji, w regionie Owernia-Rodan-Alpy, w departamencie Górna Loara.
Według danych na rok 1990 gminę zamieszkiwało 345 osób, a gęstość zaludnienia wynosiła 16 osób/km² (wśród 1310 gmin Owernii Malvalette plasuje się na 512. miejscu pod względem liczby ludności, natomiast pod względem powierzchni na miejscu 401.).